# 徳島市渭北コミュニティセンター
徳島市渭北コミュニティセンター（とくしましいほくコミュニティセンター）は、徳島県徳島市にある公民館である。

## 概要
徳島市渭北地区にある地区コミュニティセンター。玄関ホール、事務室、和室、洋室、大集会室、湯沸室、調理室、図書室、トイレ等の施設がある。

## 施設
- 1F
  - 集会室
  - 図書室
  - 管理人室
  - 憩い間
  - 趣味ノ間
  - 事務室
  - ホール
  - 倉庫
- 2F
  - 控室
  - 大集会室
  - 会議室
  - 調理室
  - 研修室

## 交通
- 徳島市営バス（吉野川橋・川内支所前行）「下助任」下車、徒歩約3分。
- JR徳島駅より車で約5分。